# Monte Castillo

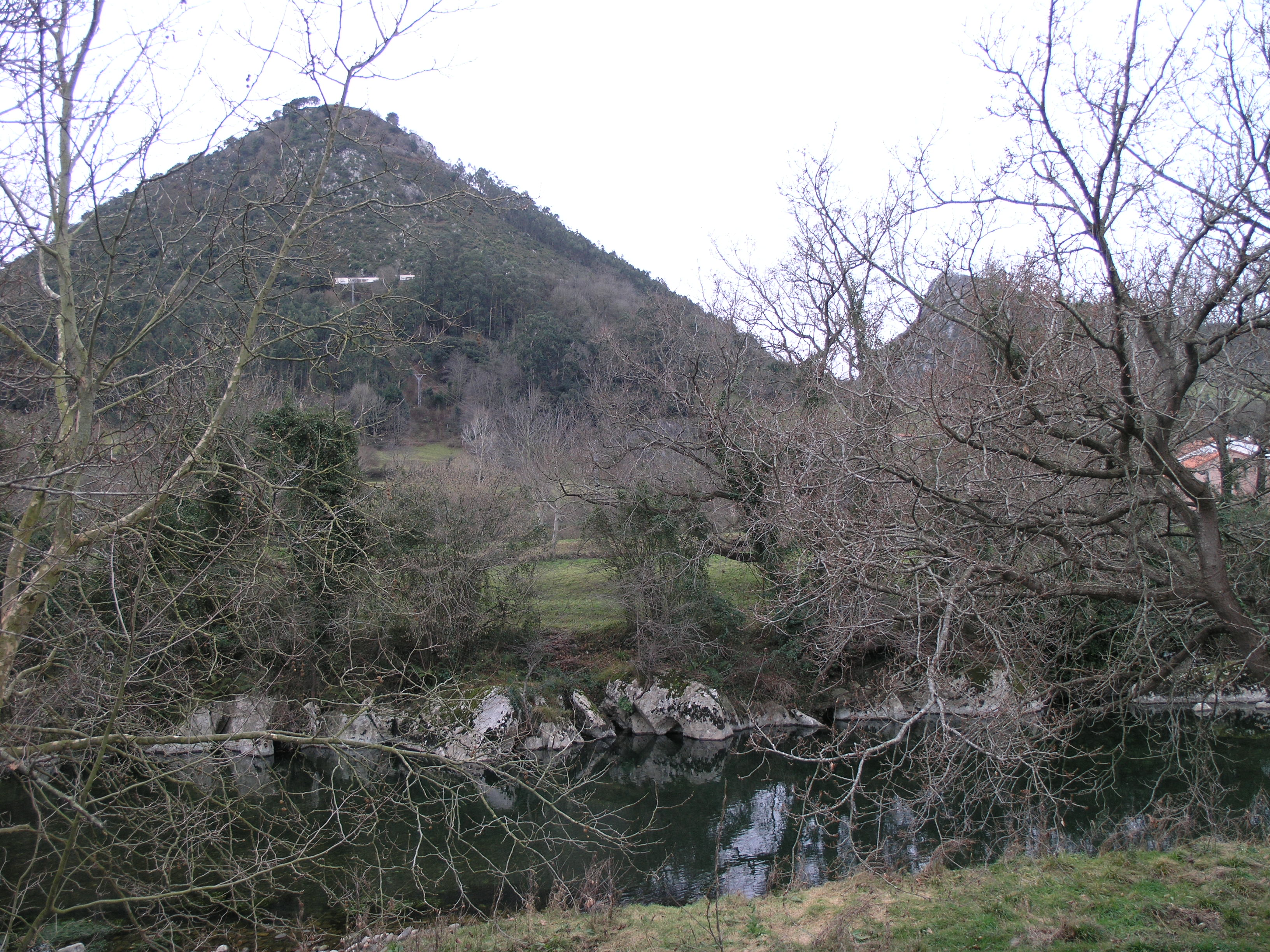
Imagen del Monte Castillo desde la Vía Verde que va desde Puente Viesgo a Ontaneda, con el río Pas en primer plano.

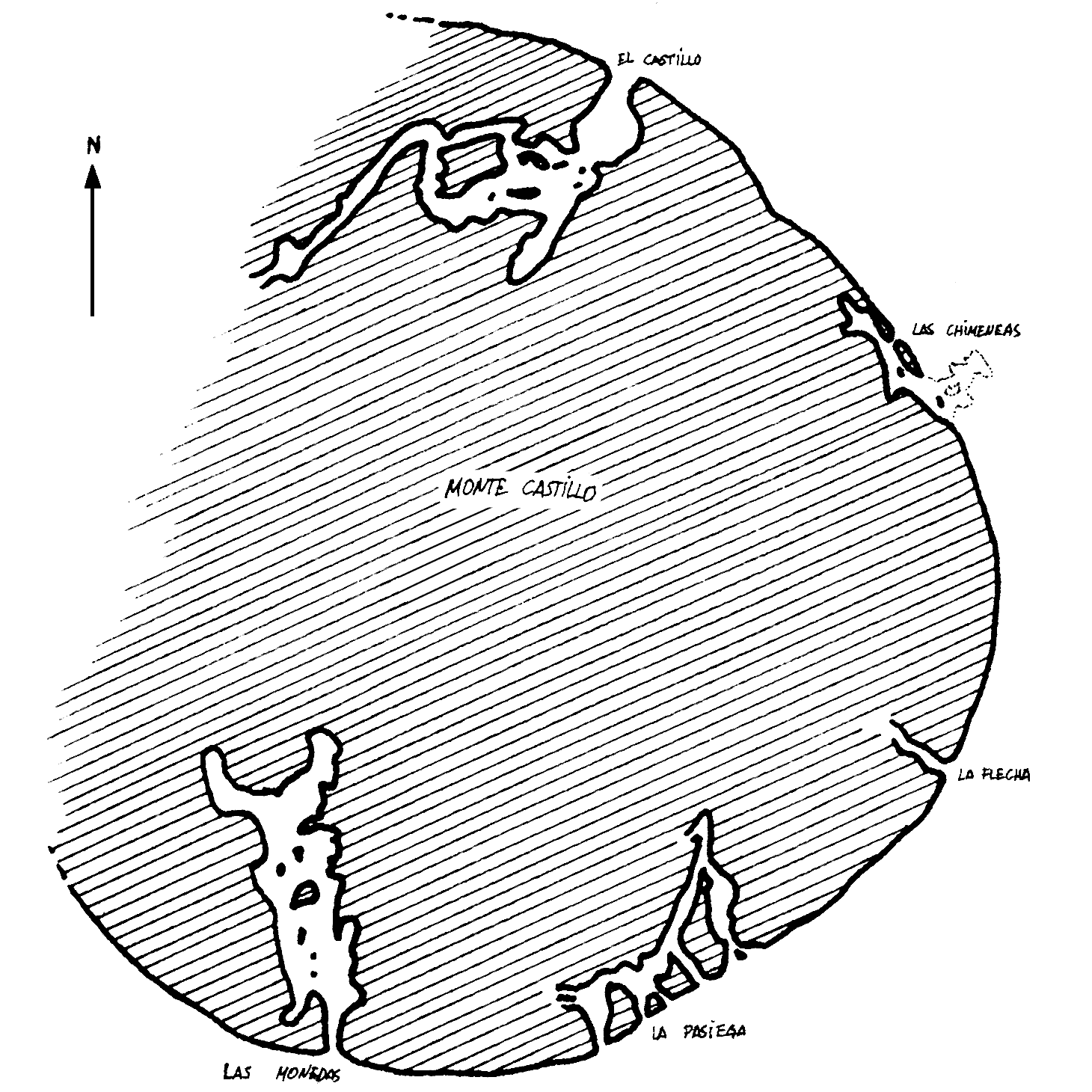
Plano de las cuevas del Monte Castillo.

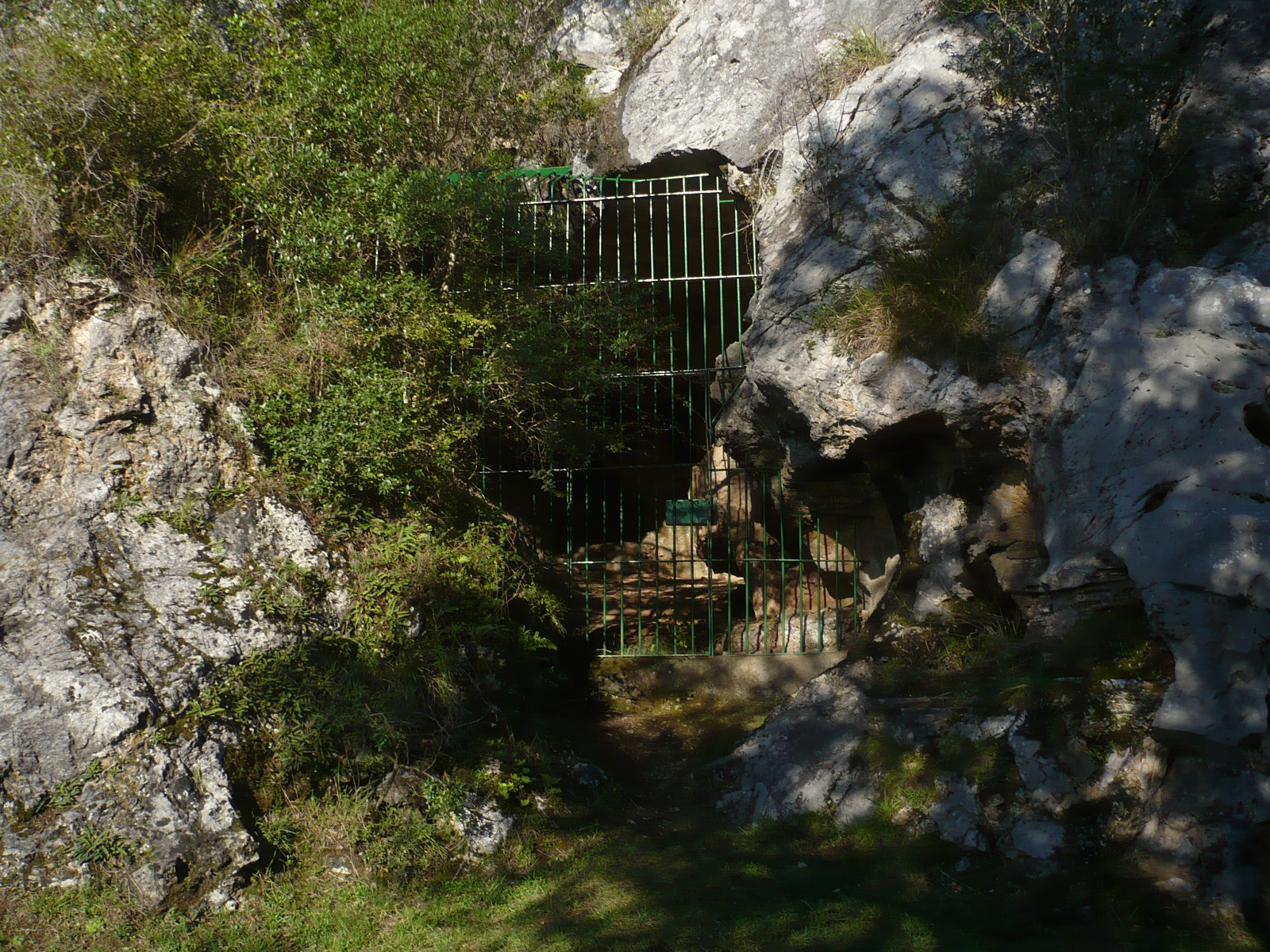
Cueva de La Pasiega.

El monte Castillo es un monte ubicado en la sierra del Dobra, dentro del municipio de Puente Viesgo, en Cantabria (España). Conocido por las cuevas de arte rupestre que alberga. Tiene 355 m s. n. m. de altitud.
El Castillo tiene una estructura caliza de forma cónica en la que han aparecido cuatro importantes cuevas con arte rupestre: El Castillo, Las Monedas, La Pasiega y Las Chimeneas, además de la de la Flecha, donde existe un yacimiento arqueológico.
El monte tiene una senda que asciende hasta su cima pasando por miradores, cuevas y bocaminas de explotaciones mineras abandonadas. En su cima hay una cruz, una virgen dentro de un humilladero y los restos de un castillo, de donde vendría su nombre.